# Dolmen de Santoche
Le dolmen de Santoche, appelé aussi Pierre aux Gaulois ou dolmen de la Châtre est un site mégalithique, protégé aux monuments historiques, situé sur la commune de Santoche dans le département du Doubs en France.

## Historique
Le dolmen a été édifié au Néolithique final (IVe au IIIe millénaire avant notre ère), puis il fut réutilisé avant d'être détruit et d'être transformé en murger. Le site mégalithique est reconnu comme tel en 1963 et une première fouille a lieu en 1969.
Les vestiges font l’objet d’un classement au titre des monuments historiques depuis le 9 décembre 1974.

## Description
Le dolmen a été édifié à 378 mètres d'altitude, il domine la vallée du Doubs en bordure de plateau.  À l'origine, il était constitué d'une chambre carrée de 1,80 m sur 1,90 m recouverte de deux dalles, la chambre étant creusée directement dans le sol calcaire. L'accès se faisait par une dalle-hublot. Dans une seconde période, l'entrée de la chambre est complétée par deux orthostates dressés de part et d'autre de la dalle-hublot et un cairn de forme trapézoïdale (9 m de longueur pour une largeur de 4 mètres à la base) est édifié autour de l'ensemble, la base du trapèze constituant la façade de l'édifice.
À l'époque romaine, le dolmen est réutilisé comme abri. La destruction de la chambre semble être postérieure à cette période.

## Fouilles archéologiques
Le mobilier archéologique retrouvé se compose de plusieurs percuteurs et d'éclats de percuteurs utilisés vraisemblablement pour boucharder les dalles. Des ossements, correspondant au minimum à une douzaine de personnes, ont également été retrouvés datant de diverses époques.